# Устройство телеприсутствия
Устройство телеприсутствия — устройство, позволяющее человеку наблюдать за событиями в удалённом месте и так или иначе (информационно или физически) влиять на них, например телетанк, луноход-1 и так далее.

## Области применения
Технологии телеприсутствия были описаны в 1963 году Станиславом Лемом в «Сумме технологии» под названием телетаксия (принцип также объяснялся в его некоторых фантастических произведениях, например использование теледублей в «Мире на Земле»).
Также предложения об областях применения устройств телеприсутствия были сделаны американским учёным Марвином Ли Минским в 1985 году. Он выделял следующие главные направления:
- горное дело и петрология;
- ядерные технологии;
- исследование и разработка подводных ресурсов.

В настоящее время в американских клиниках роботы используются для:
- посещения больных в клиниках лечащим врачом, временно находящимся в другом городе или стране (на конференции, отдыхе, др.);
- посещения инфекционных больных родственниками без непосредственного контакта.

В российском банке робот-консультант , управляемый из центрального отделения, используется:
- для связи руководства банка с отделением (на месте можно войти в курс проблем, принять решение);
- для первичного обслуживания клиентов.

Большинство современных боевых роботов включают в себя функции устройства телеприсутствия.
В более узком смысле под телеприсутствием понимают высшую степень развития технологий видеоконференцсвязи, которая позволяет собеседникам переживать опыт общения близкий к реальной встрече. Устройства, обеспечивающие такое телеприсутствие, называются иммерсивными видеоконференц-системами или Media Presence Environment (MPE).
Важным компонентом может быть отображение рабочей обстановки в режиме вид от первого лица.

### Применение на море
Морские дистанционно-управляемые транспортные средства широко используются для работы на воде и под водой, слишком глубокой и/или опасной для дайверов. Они ремонтируют морские нефтяные платформы и прикрепляют тросы к затонувшим кораблям, чтобы поднять их.  Обычно они крепятся тросом к центру управления на надводном корабле. Крушение «Титаника» было исследовано морским устройством телеприсутствия, а также судном, управляемым экипажем.

## Производители
Производители робототехнических систем телеприсутствия
- Anybots
- Лаборатория трёхмерного зрения
- Suitable Technologies
- Double Robotics
- Робот

Вымышленные устройства телеприсутствия
- Роман «Мир на Земле» Станислава Лема, фильмы «Торговец сном», «Суррогаты», «Аватар», «Хинокио» и др.